# Kingda Ka

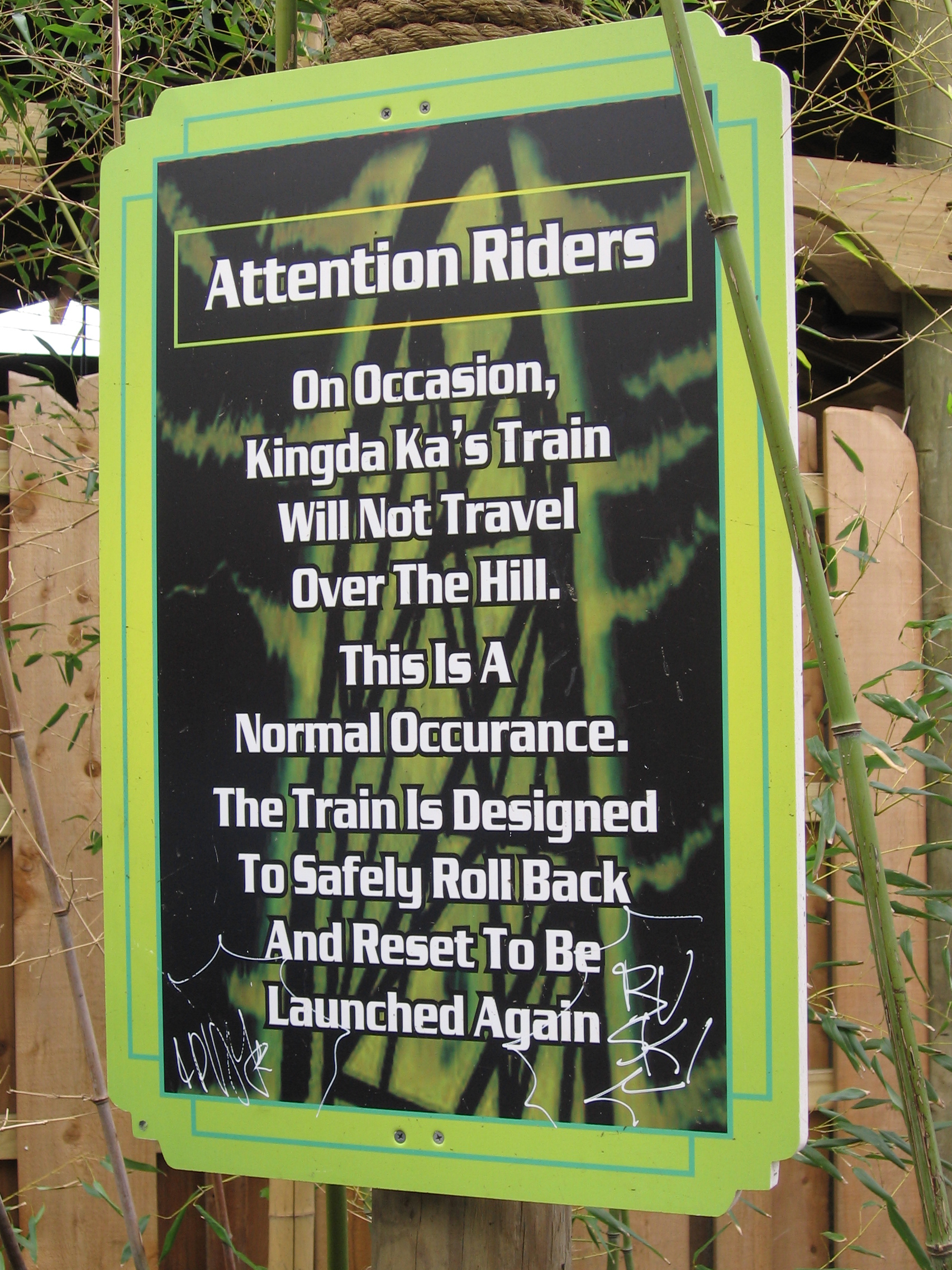
Warnschild vor dem möglichen „Rollback“

Kingda Ka war eine Stahlachterbahn (Launched Coaster) im US-amerikanischen Freizeitpark Six Flags Great Adventure im US-Bundesstaat New Jersey. Sie beerbte am 21. Mai 2005 den Top Thrill Dragster als bisherigen Rekordhalter in den Kategorien schnellste und höchste Achterbahn der Welt. Am 4. November 2010 wurde sie von Formula Rossa als schnellste Achterbahn abgelöst. Sie wurde am 10. November 2024 endgültig geschlossen, wonach eine neue rekordbrechende Achterbahn an ihrem bisherigen Standort angekündigt wurde.
Kingda Ka war nicht die erste Bahn vom Modell Accelerator Coaster. Dies ist  Xcelerator im kalifornischen Knott’s Berry Farm, der ein sehr ähnliches Design wie Kingda Ka hat. Auch Top Thrill Dragster (TTD) in Cedar Point ist so gebaut. Die größte Veränderung von TTD zur Kingda Ka war der zweite Hügel vor der Bremsstrecke, außerdem war Kingda Ka 11 m höher und 13 km/h schneller. Kingda Ka besaß von allen dreien als einzige keine Startampel, so dass die Fahrgäste nicht wussten, wann die Fahrt startete.

## Fahrt
Kingda Ka beschleunigte die Züge mit einem hydraulischen Beschleunigungssystem von 0 auf 206 km/h in 3,5 Sekunden. Dabei wurden die Fahrgäste mit einer Beschleunigung von 2g in die Sitze gedrückt. Am Ende der Beschleunigungsstrecke fuhr die Bahn senkrecht auf eine maximale Höhe von 139 m, wo sie über die Kuppe des Top-Hat genannten Elements fuhr. Die 127 m hohe, senkrechte Abfahrt war mit einer 270°-Drehung um die Herzlinie verbunden. Am Fuß der Abfahrt wirkten die größten Kräfte von bis zu 4,5g auf die Mitfahrer. Es folgte ein 39 m hoher Airtime-Hügel, auf dem die Passagiere sich für kurze Zeit schwerelos fühlten, bevor der Zug durch Wirbelstrombremsen abgebremst wird und durch eine 180 Grad-Kurve zurück in die Station fuhr.
Je nach Witterung bestand die sehr unwahrscheinliche Möglichkeit eines „Rollbacks“, bei dem der Zug den Top-Hat nicht überwindet und die Auffahrt zurückrollte. Aus diesem Grund besaß Kingda Ka einziehbare Bremsschwerter auf der Beschleunigungsstrecke, die direkt nach dem Abschuss nach oben fuhren und bei einem Rollback die Züge über die am Zug angebrachten Wirbelstrombremsen sicher abbremsten. Die Beschleunigungsstrecke von Kingda Ka war in der Lage, alle 45 Sekunden einen Zug zu starten, dies ergab bei 18 Personen pro Zug eine stündliche Kapazität von 1440 Personen.

## Station

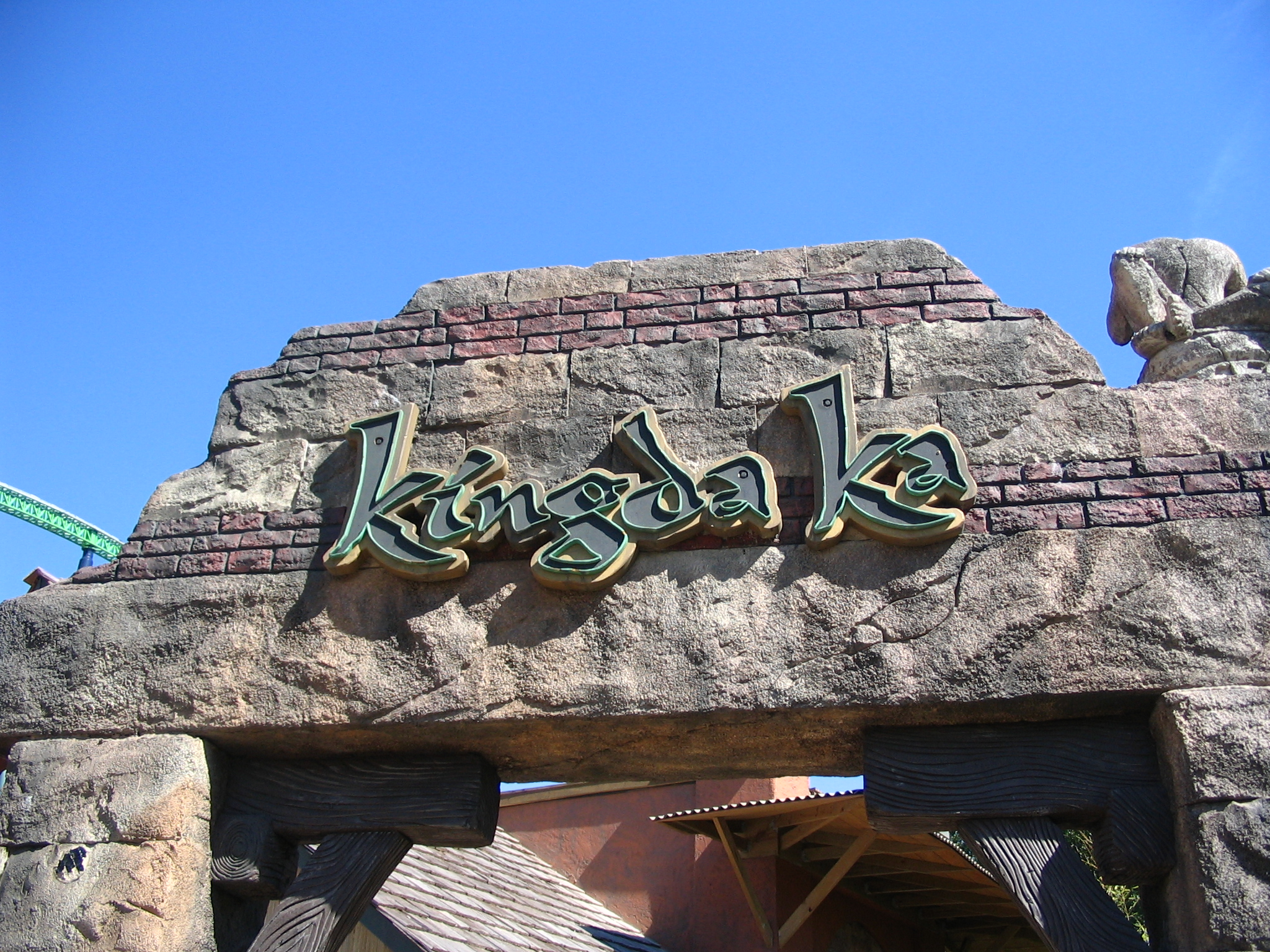
Der Eingang zu Kingda Ka

Die Station von Kingda Ka hatte ein unübliches Design: Es gab zwei parallele Stationsschienen, welche über Weichen mit der Hauptstrecke verbunden waren. Jede der beiden Seiten konnte zwei Züge aufnehmen, so dass jeder der vier Züge eine eigene Station besaß, welche er auch ausschließlich benutzte. Im Betrieb wurde der Zug auf der einen Seite beladen, während die beiden auf der anderen Seite abgeschossen wurden. Diese Konstellation bewirkte ein schnelles Vorankommen in der Warteschlange, aber eine lange Wartezeit in der Station. Kingda Ka benötigte mindestens fünf Mitarbeiter: Je zwei zum Beladen und Überprüfen der Züge und einen, der den Abschuss kontrollierte.
Aufgrund der Eröffnung des Freefalltowers Zumanjaro: Drop of Doom, der das Gerüst der Kingda Ka mitbenutzte, war die zweite Seite der Station seitdem nicht mehr in Betrieb. Kingda Ka durfte nur fahren, während alle drei Gondeln des Freefalltowers unten waren.

## Züge
Die Züge hatten hinter der letzten Fahrgastreihe eine Abdeckung, auf der Befestigungen für eine Extra-Sitzreihe vorhanden sind. Mit den zusätzlichen Sitzen würden die Züge 20 Personen fassen und die Kapazität würde auf 1600 Personen pro Stunde steigen. Die Züge des Top Thrill Dragsters wurden auf ähnliche Weise modifiziert, nachdem ihnen die Dekorations-Motoren abgenommen wurden. Die Züge hatten offiziell zwar keine Namen, aber die Mitarbeiter haben sie inoffiziell benannt:
- Orange – Gak
- Dunkelblau – Blueberry Muffin (Blaubeer-Muffin)
- Hellblau – CP Beat It (Es wurde vermutet, dass „CP“ für den Konkurrenzpark Cedar Point steht, aber laut Auskunft der Mitarbeiter soll sich das Kürzel auf einen Kollegen beziehen.)
- Orange – School Bus Badunkadunk (Schulbus Badunkadunk)

## Sonstiges

### Wissenswertes
- Die Abfahrt war 5,5 m höher als die der zweithöchsten Achterbahn der Welt Top Thrill Dragster.
- An der Spitze des ersten Hügels erfuhren die Fahrgäste negative g-Kräfte.
- Bei Regen fuhr die Bahn aufgrund der möglichen Gefahren durch die schnelle Fahrt nicht.
- Die insgesamt 48 hydraulischen Motoren erreichten eine Spitzenleistung von 21.080 PS bzw. 15,5 MW.
- Wegen der hohen Geschwindigkeit beim Start mussten Teile des Seilzuges mit Wasser gekühlt werden.
- Kingda Ka war noch von der 34 km entfernten Brücke in Seaside Heights zu sehen.
- Kingda Ka war doppelt so hoch wie die zweithöchste Achterbahn im Park.
- Kingda Ka besaß zwei Fotoanlagen, welche kurz nach dem Start und am Ende der Bremsstrecke Aufnahmen von den Fahrgästen anfertigten.
- Kingda Ka war mit seinen 206 km/h rund 70 km/h schneller als Goliath im kalifornischen Themenpark Six Flags Magic Mountain und 13 km/h schneller als die drittschnellste Achterbahn der Welt Top Thrill Dragster.

### Zumanjaro: Drop of Doom

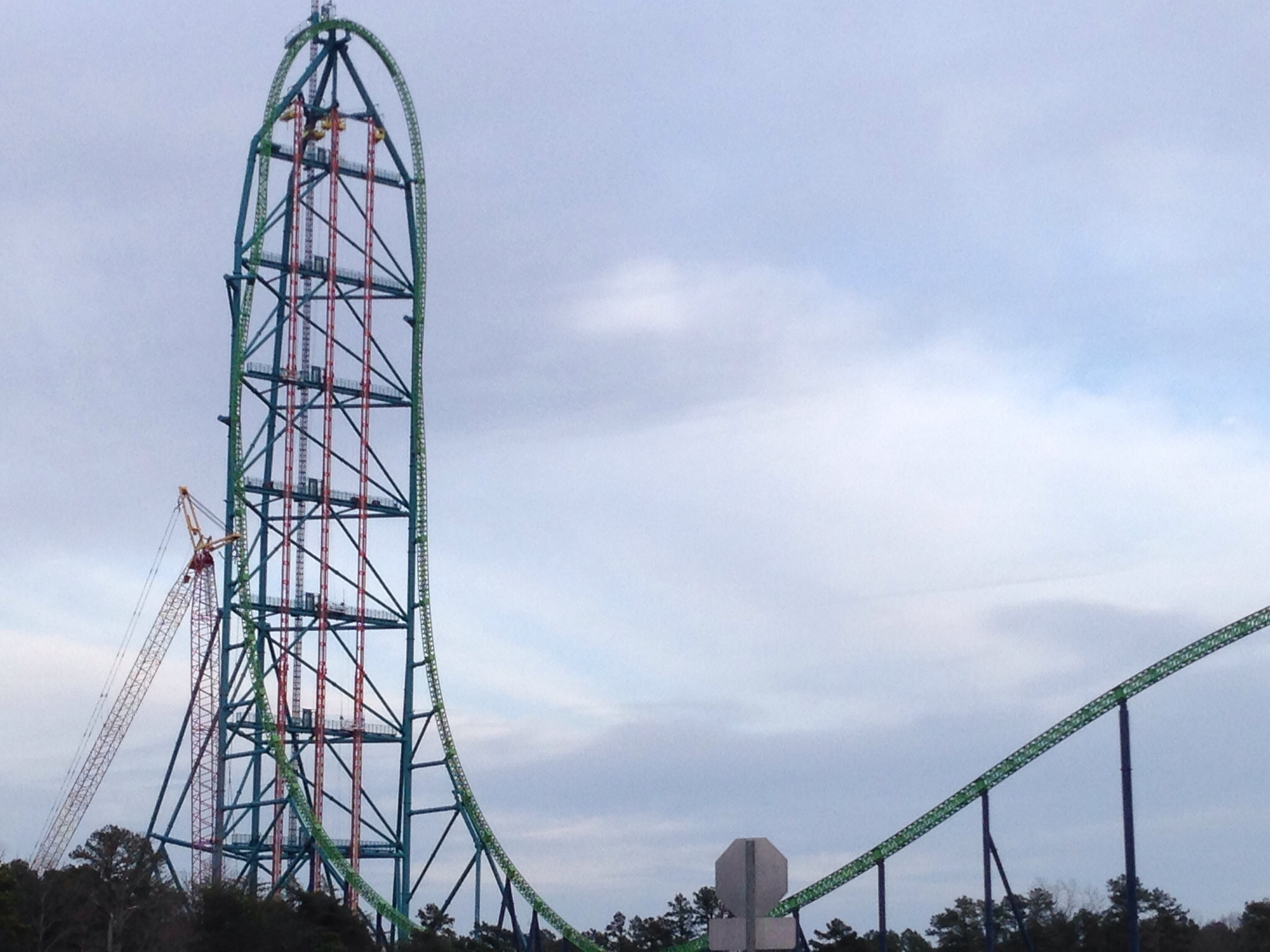
Kingda Ka und Zumanjaro: Drop of Doom während der Bauphase am 14. April 2014

Am 29. August 2013 kündigte der Park offiziell eine neue Attraktion mit dem Namen Zumanjaro: Drop of Doom für die Saison 2014 an. Dabei handelt es sich um einen, ebenfalls von Intamin konstruierten, 126 m hohen Giant Drop mit drei Gondeln, welcher an den 139 m hohen Top-Hat von Kingda Ka angebracht ist. Im Rahmen der Bauphase schloss Kingda Ka zu Beginn der Saison 2014 und eröffnete zusammen mit dem neuen Fahrgeschäft am 4. Juli 2014 neu. Im Jahr 2024 schloss auch dieser zusammen mit der Anlage.

## Schließung
Der Park kündigte am 14. November 2024 die offizielle Schließung Kingda Ka's an. Die letzten öffentlichen Fahrten fanden bereits am 10. November 2024 statt. Gleichzeitig mit der Ankündigung der Schließung kündigte der Park auch eine neue, rekordbrechende Achterbahn (Launched Coaster) am ehemaligen Standort der Anlage an. Am 28. Februar 2025 wurde der Top-Hat der Anlage gesprengt.